# Sponshoofdkathaai
De sponshoofdkathaai (Apristurus spongiceps) is een vis uit de familie van Pentanchidae en behoort derhalve tot de orde van grondhaaien (Carcharhiniformes). De vis kan een lengte bereiken van 50 centimeter. 

## Leefomgeving
De sponshoofdkathaai is een zoutwatervis. De vis prefereert diep water en leeft hoofdzakelijk in de Grote Oceaan, op dieptes tussen 572 en 1482 meter. 

## Relatie tot de mens
De sponshoofdkathaai is voor de visserij van geen belang. In de hengelsport wordt er weinig op de vis gejaagd. 